# St-Fiacre (Guengat)

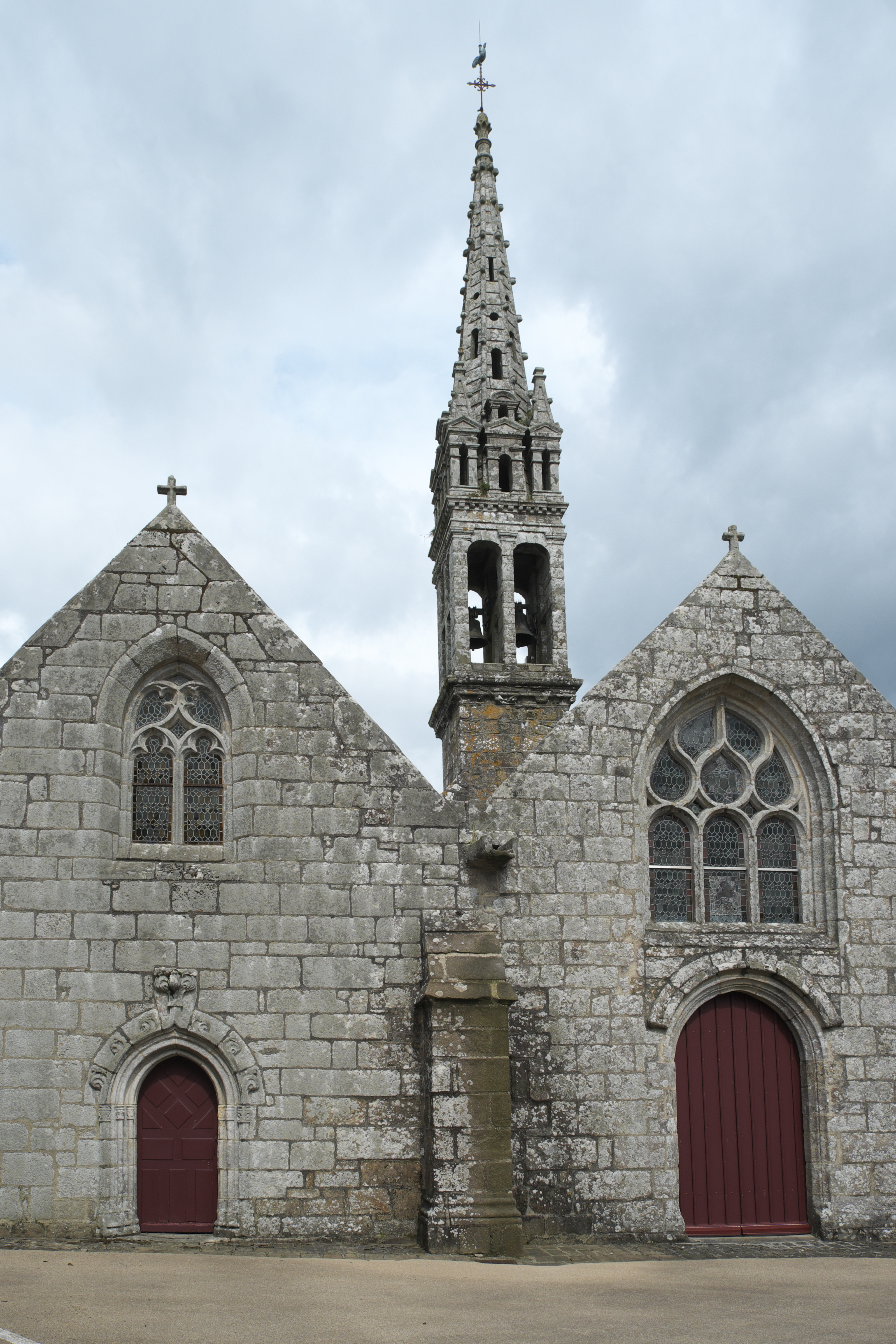
Pfarrkirche Saint-Fiacre

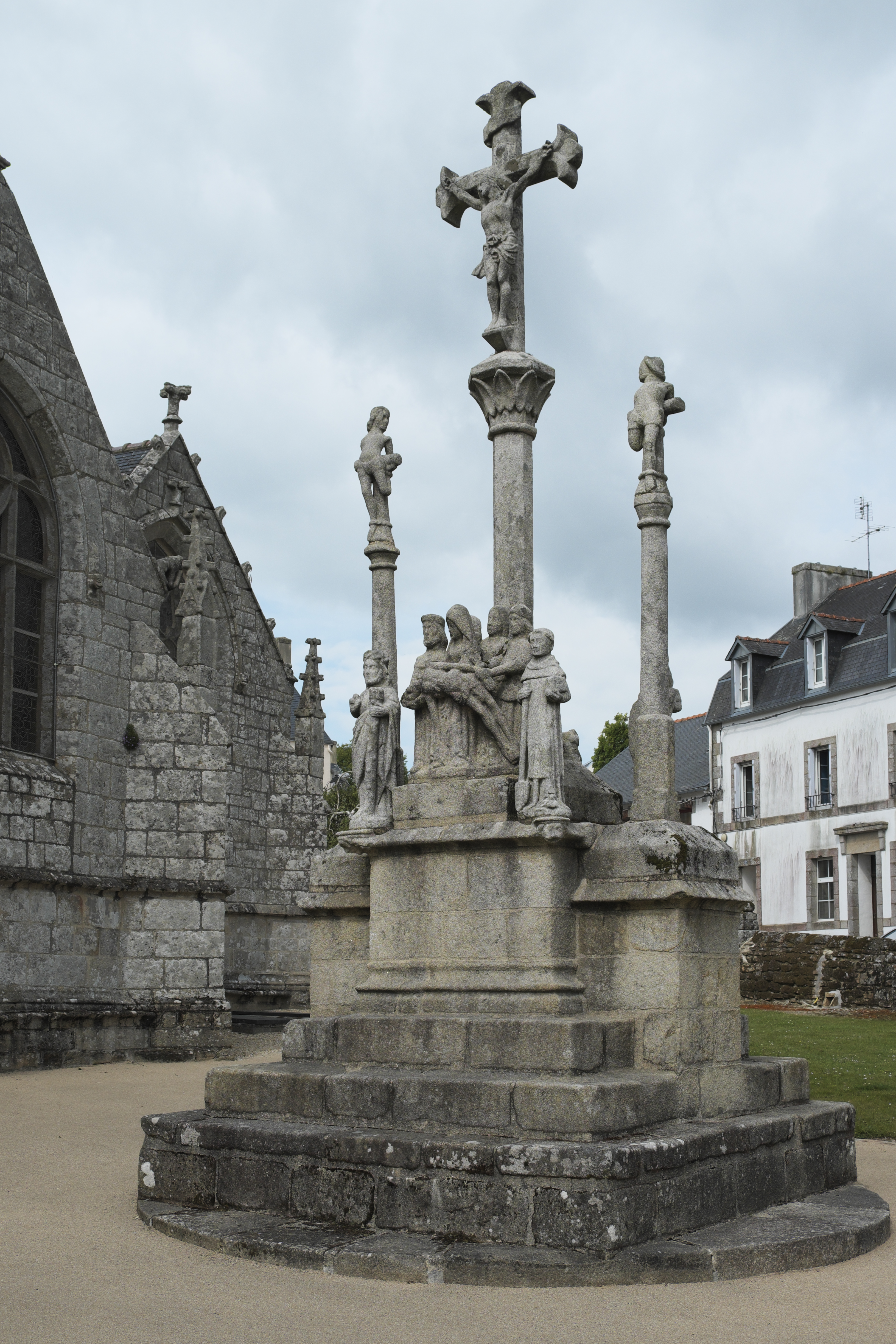
Calvaire

Die römisch-katholische Pfarrkirche Saint-Fiacre in Guengat, einer Gemeinde im Département Finistère der französischen Region Bretagne, wurde in der ersten Hälfte des 15. Jahrhunderts errichtet und um 1500 erweitert. Sie steht unter dem Patrozinium des heiligen Fiacrius, eines aus Irland stammenden Einsiedlers, der im 7. Jahrhundert nach Frankreich kam und sich in der Brie, in der Nähe von Meaux, niederließ. In der Kirche sind Bleiglasfenster aus dem 16. Jahrhundert erhalten. Im Jahr 1914 wurde die Kirche einschließlich ihres Calvaires als Monument historique in die Liste der Baudenkmäler (Base Mérimée) in Frankreich aufgenommen.

## Architektur

### Außenbau

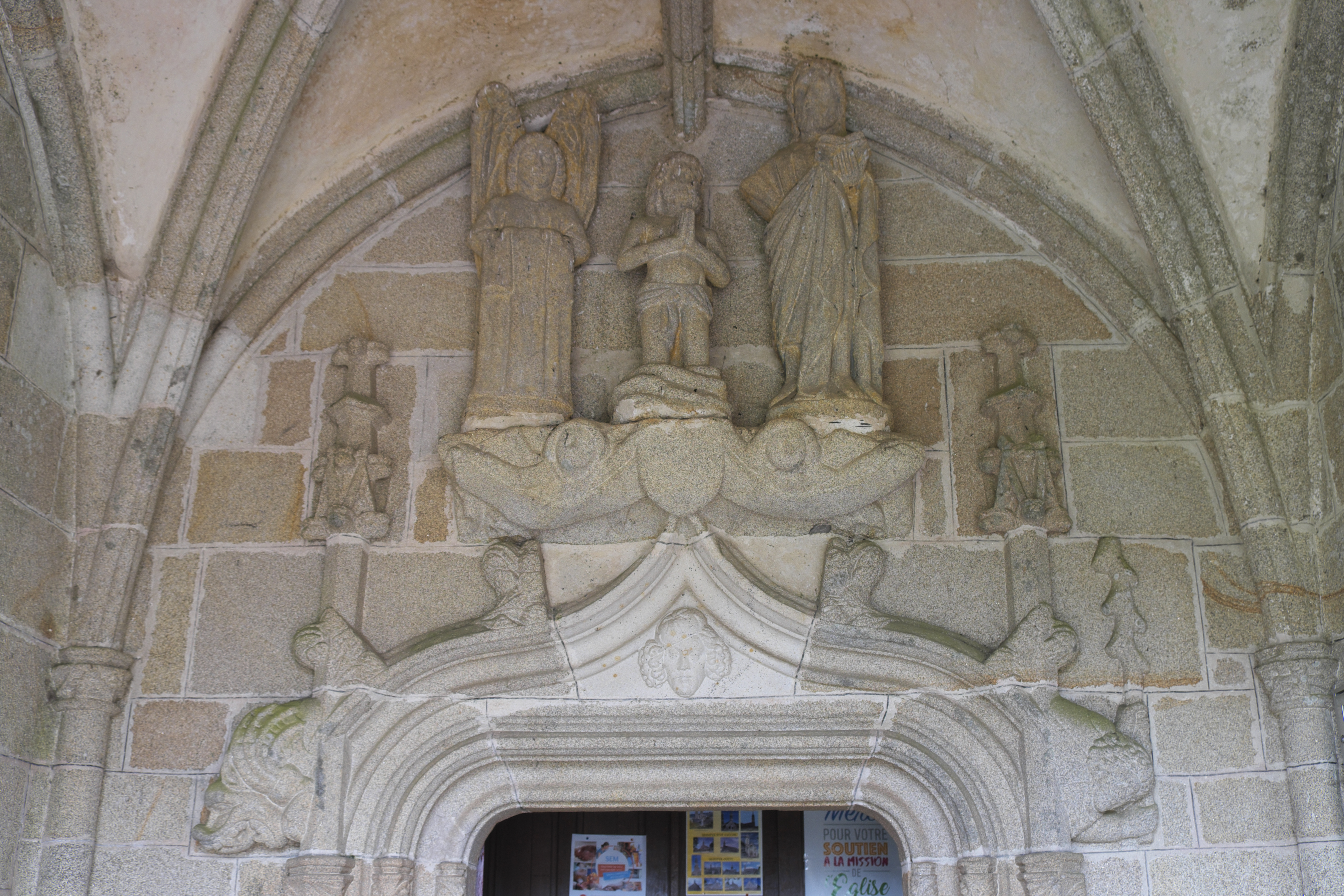
Taufe Jesu über dem inneren Portal der südlichen Vorhalle

Die ältesten Teile der Kirche wurden bereits vor 1450 errichtet. Im 16. Jahrhundert wurde im Norden eine Kapelle angefügt. An der Südseite des Langhauses, im Westen der südlichen Vorhalle, wurde das Beinhaus, das eine Inschrift mit der Jahreszahl 1557 aufweist, angebaut. Über dem inneren Portal der südlichen Vorhalle ist ein Relief mit der Darstellung der Taufe Jesu angebracht. Über der Vierung erhebt sich der Glockenturm, der im 18. Jahrhundert nach der Zerstörung des alten Turms durch einen Blitzeinschlag im Jahr 1706 wieder aufgebaut wurde. Die Turmspitze wurde 1892 aufgesetzt.

### Innenraum
Das ursprünglich einschiffige Langhaus ist in zwei Joche gegliedert. Zwei  Arkaden öffnen sich im Norden zur sogenannten Chapelle de Lanascol und im Süden zu dem später angefügten südlichen Seitenschiff und der südlichen Vorhalle. Der gerade geschlossene Chor erstreckt sich über drei Joche und öffnet sich durch weite Arkaden zu seinen Seitenschiffen. An das nördliche Seitenschiff schließt sich die Sakristei an.
Die Holzdecke liegt auf geschnitzten Balken auf, die mit Köpfen und Figuren verziert sind. Eine Figur stellt einen Priester mit Kelch und Buch dar, eine andere Figur mit Buch und Spaten stellt den heiligen Fiacrus dar. Die Endstücke der Balken sind als Mäuler von Ungeheuern gestaltet.

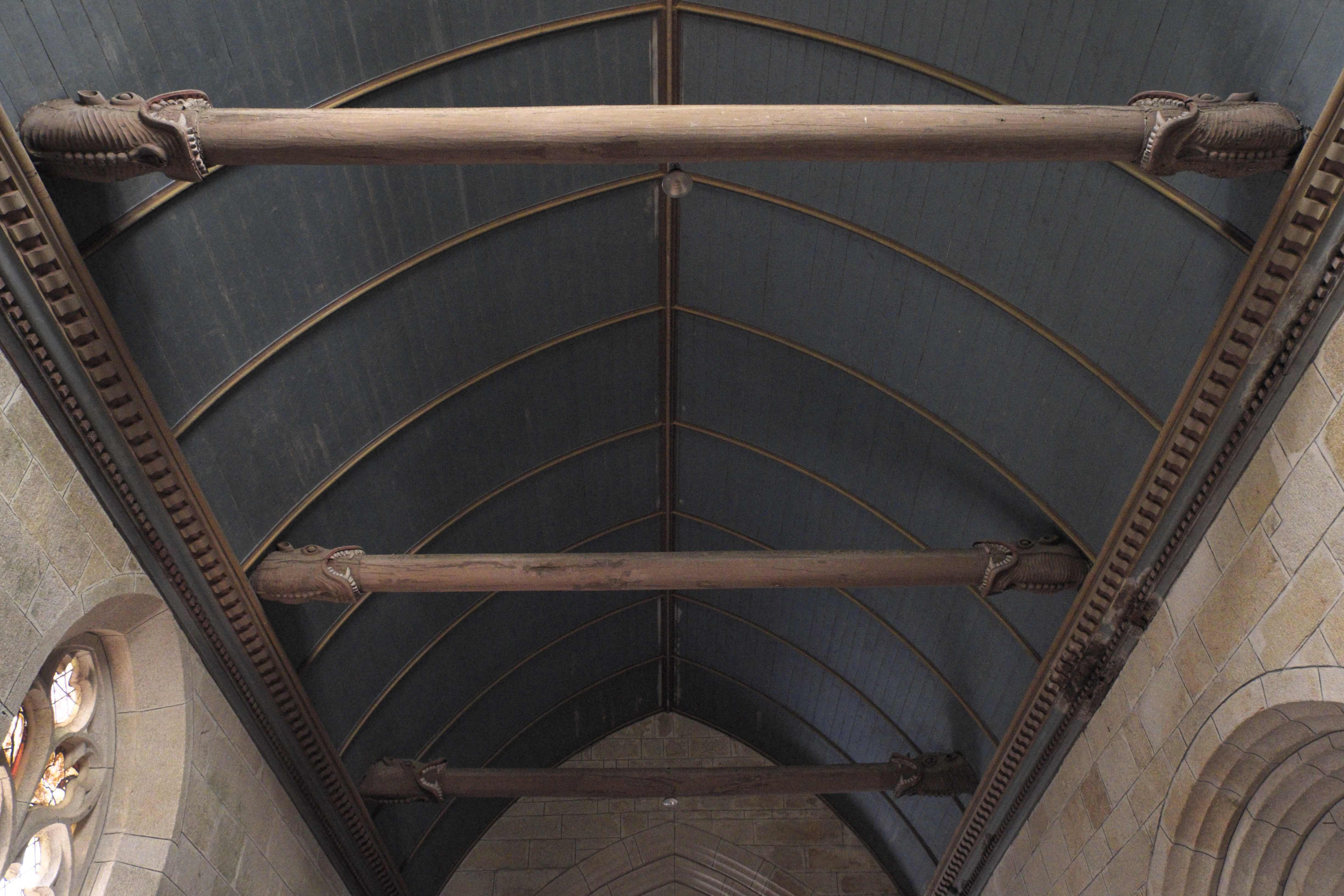
Holzdecke mit geschnitzten Balken
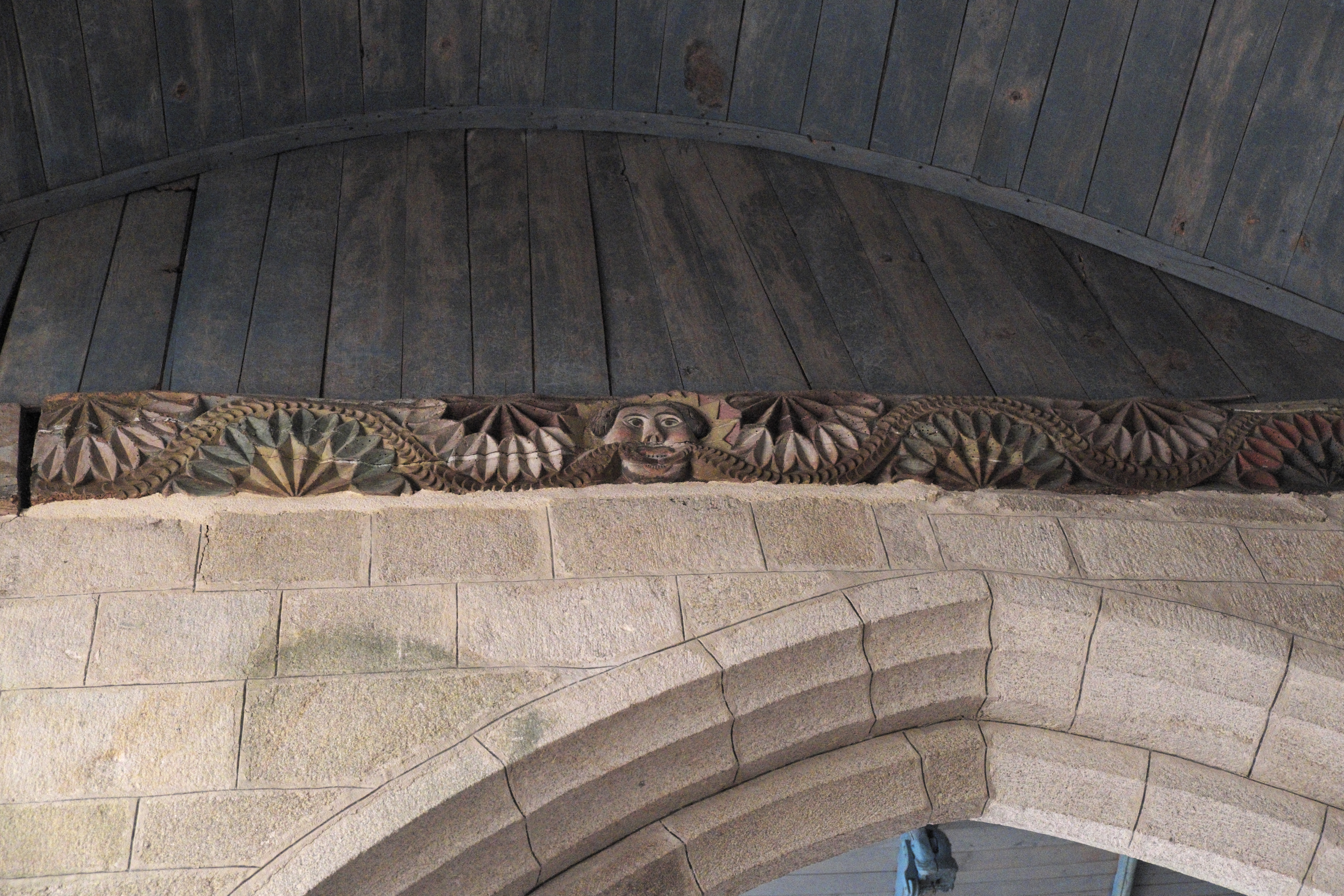
Geschnitzte Balken
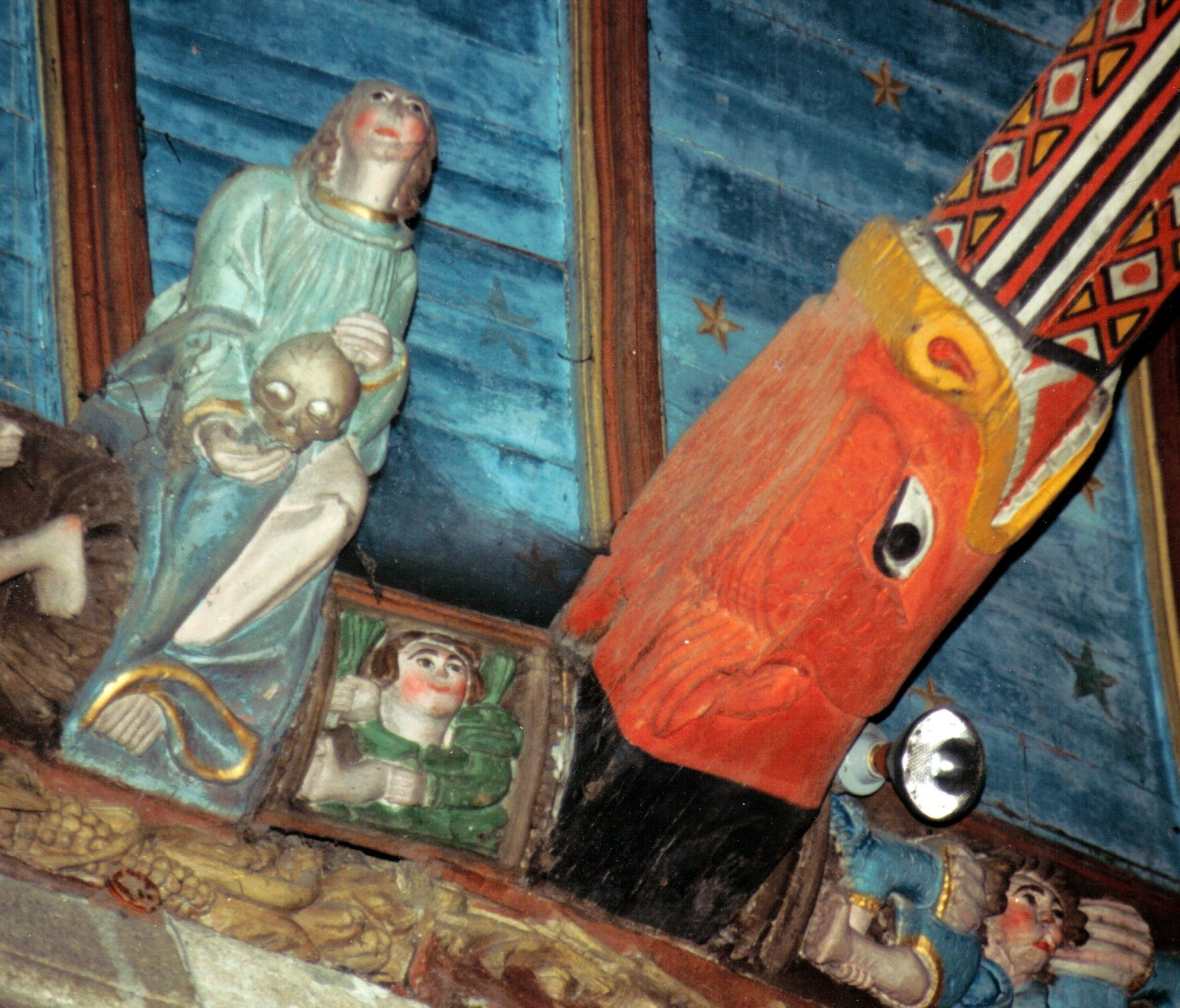
Schnitzerei an der Holzdecke

## Bleiglasfenster

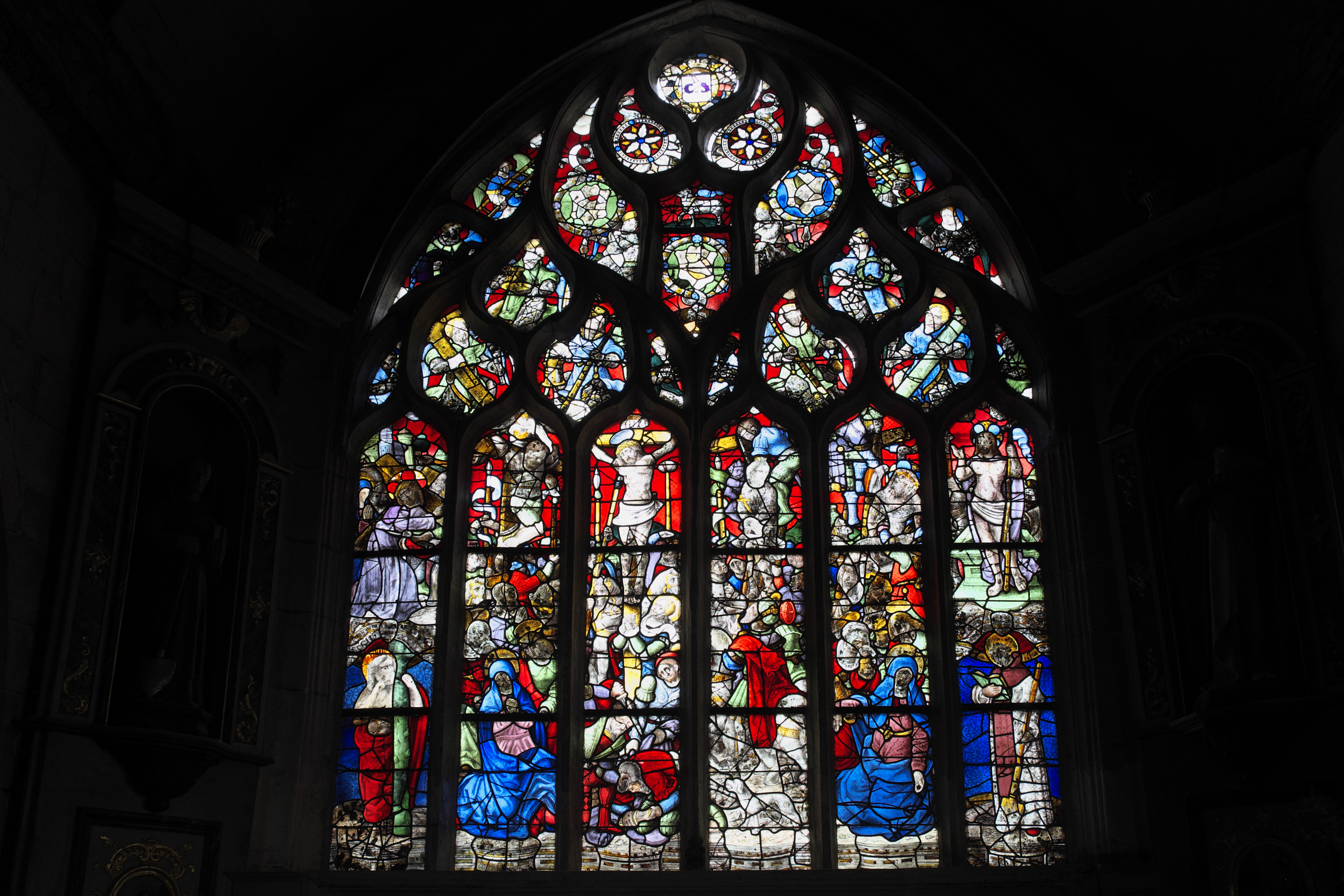
Passionsfenster

- Passionsfenster (Fenster 0)
Das Passionsfenster wird um 1550 datiert und besteht aus sechs Lanzetten. Im Zentrum des Fensters sind die Kreuzigung Christi inmitten der beiden Schächer dargestellt, auf der linken äußeren Scheibe die Kreuztragung und auf den beiden rechten Scheiben die Kreuzabnahme und die Auferstehung Christi. Auf den unteren Scheiben sind die Geißelung Christi zu sehen, daneben Maria und trauernde Frauen. Unter dem Kreuz Christi und unter dem Kreuz des bösen Schächers sieht man Soldaten, daneben eine weitere Szene mit Maria und trauernden Frauen. Die äußere untere Scheibe ist dem heiligen Fiacrius gewidmet, der in der linken Hand ein aufgeschlagenes Buch und in der rechten Hand einen Spaten hält. Die Scheibe war ursprünglich mit der Jahreszahl 1571 bezeichnet. Die Scheiben des Tympanons weisen Engel mit den Leidenswerkzeugen auf, in der Mitte ist das Lamm Gottes zu erkennen.

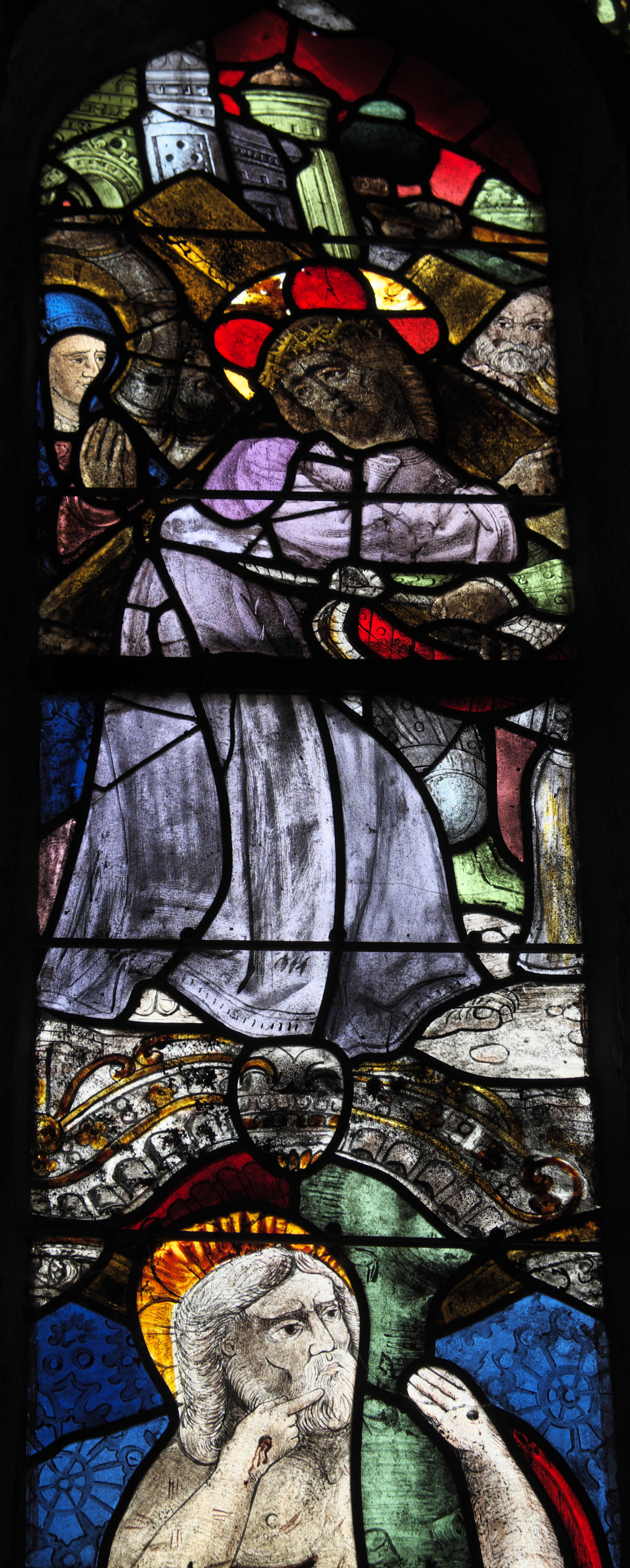
Kreuztragung, unten Geißelung (Ausschnitt)
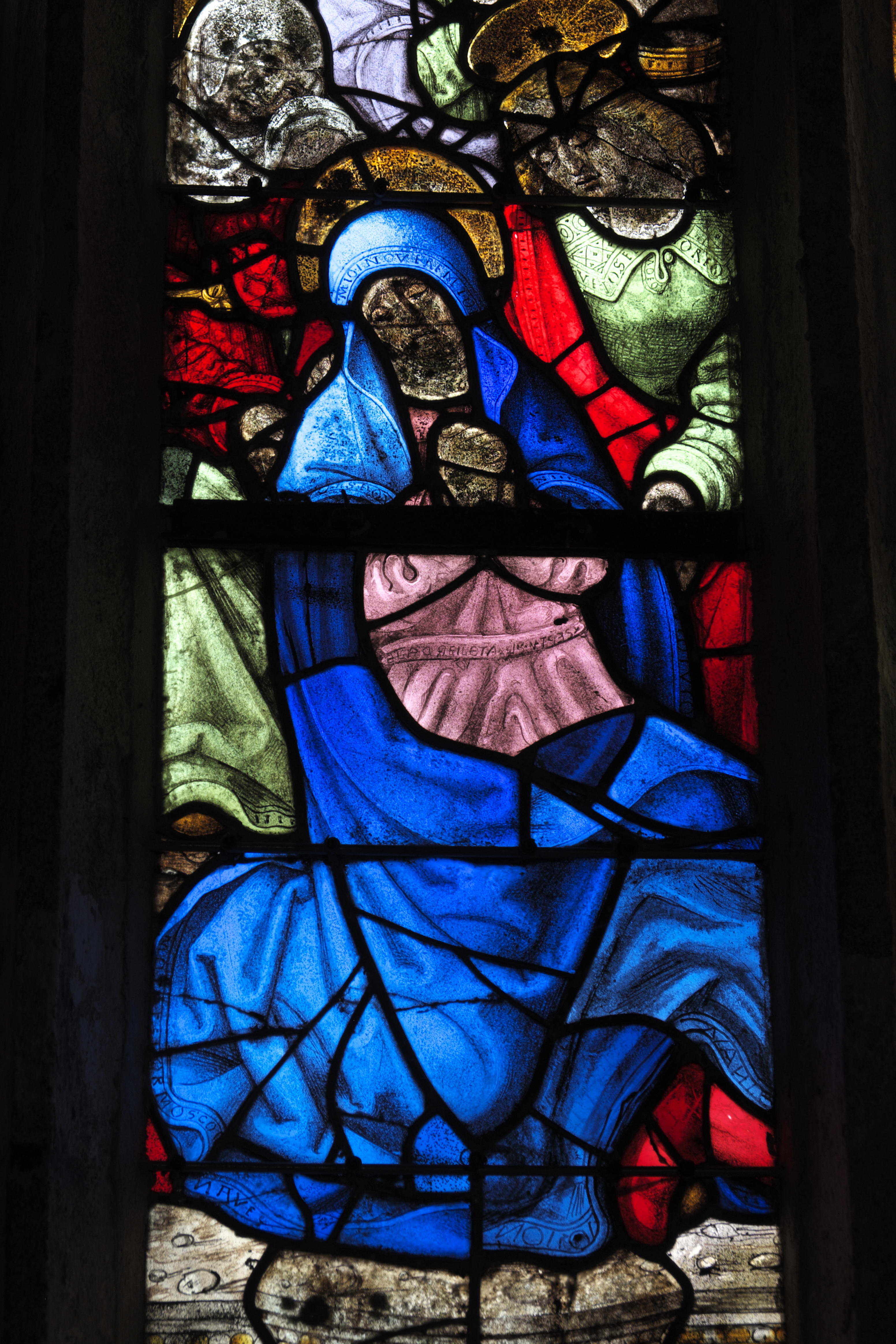
Maria
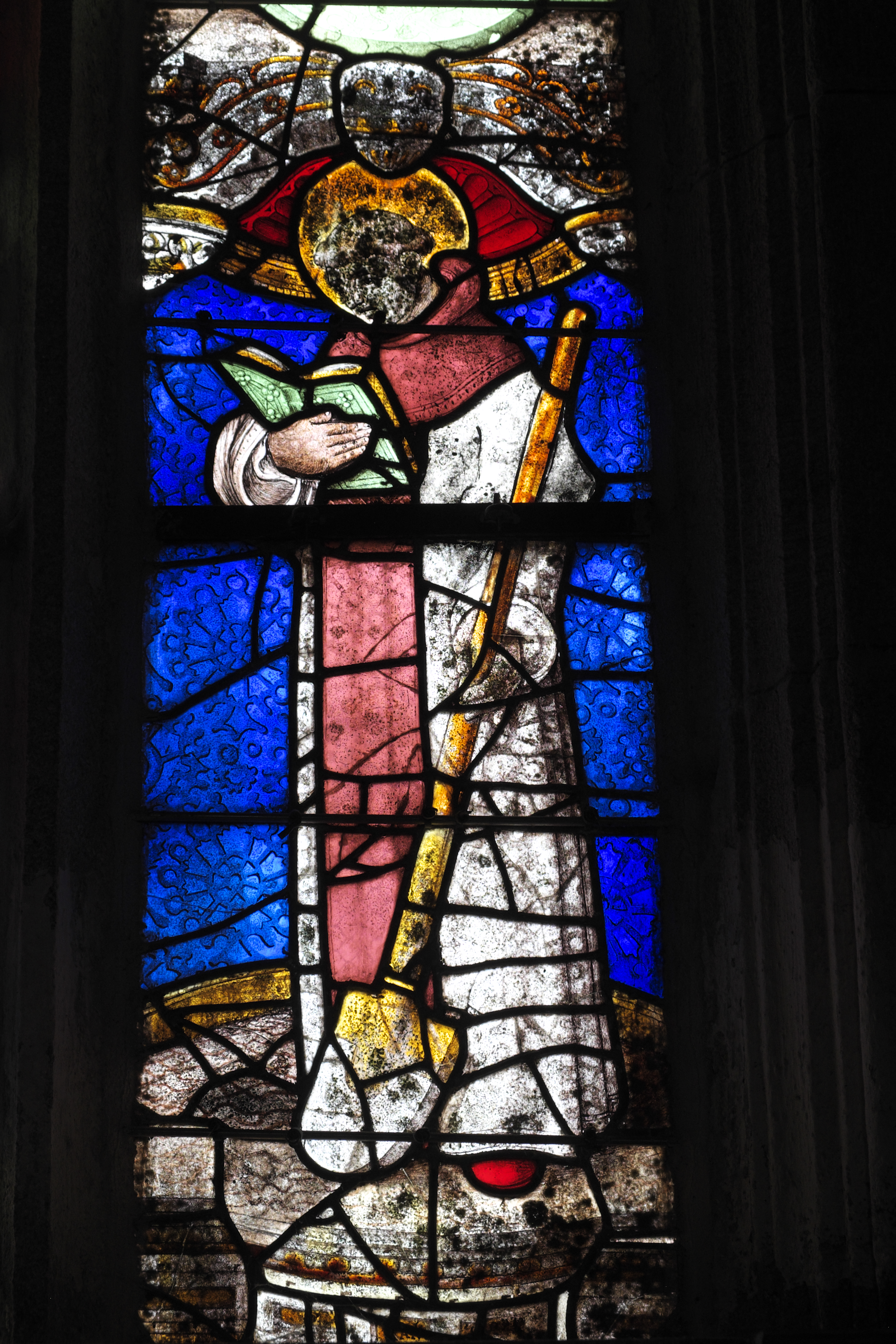
Heiliger Fiacrius

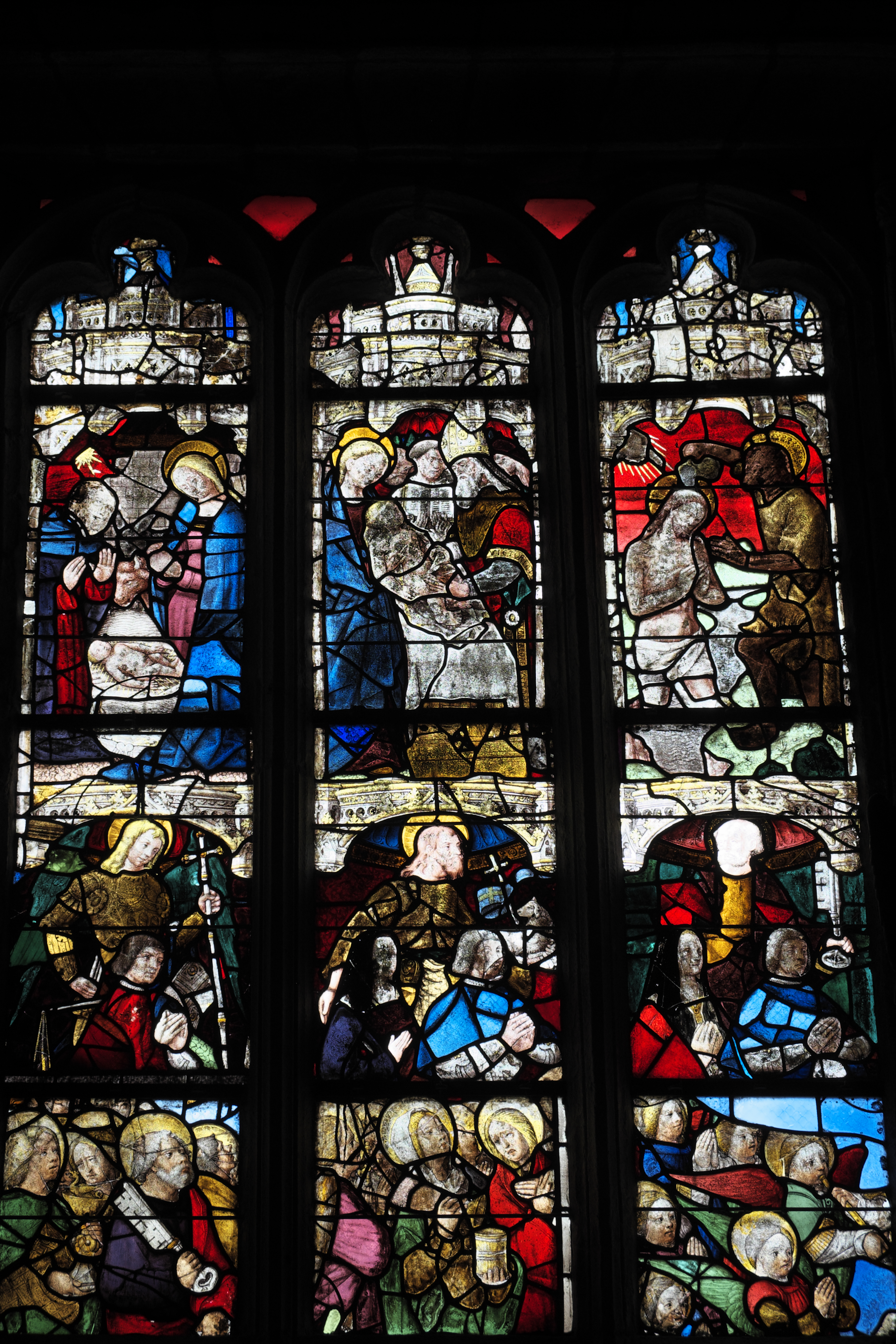
Szenen aus dem Leben Jesu (oben), Stifter und Schutzpatrone (Mitte), Szenen des Jüngsten Gerichts (unten)

- Fenster mit Szenen aus dem Leben Jesu (Fenster 1)
Das dreibahnige Fenster ist aus unterschiedlichen Scheiben zusammengesetzt. Die drei oberen Scheiben, die Szenen aus dem Leben Jesu (Geburt, Beschneidung und Taufe Jesu) enthalten, und die drei Scheiben mit den Darstellungen der Stifter und ihrer Schutzpatrone (Erzengel Michael, Johannes der Täufer und Apostel Petrus) in der Mitte stammen aus der Zeit um 1500. Die drei unteren Scheiben, auf denen der Apostel Petrus mit seinem Schlüssel, Maria Magdalena mit ihrem Salbgefäß und Engel dargestellt sind, gehörten zu einem Fenster mit Szenen des Jüngsten Gerichts, das um 1525 entstand.

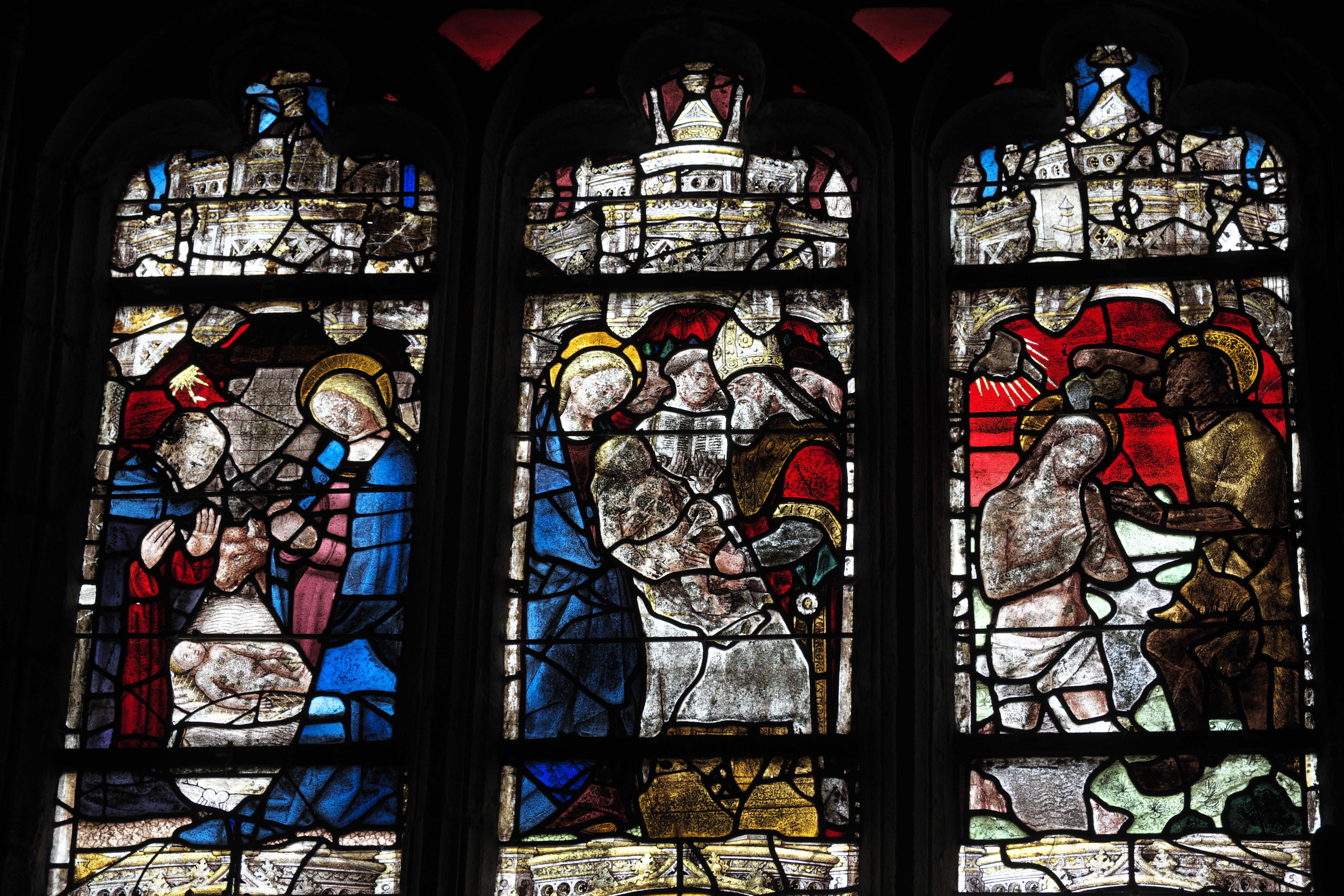
Geburt, Beschneidung, Taufe Jesu
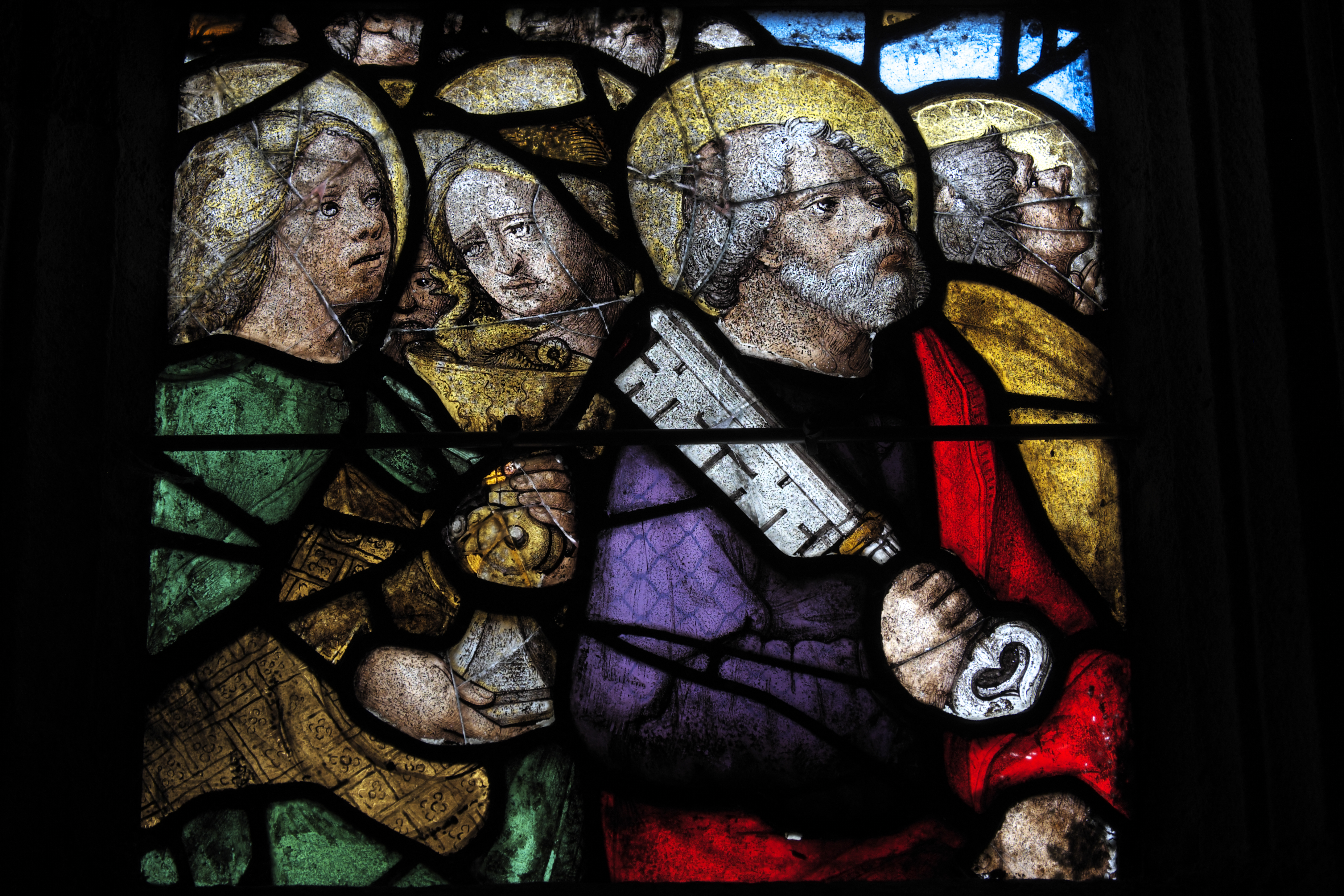
Apostel Petrus
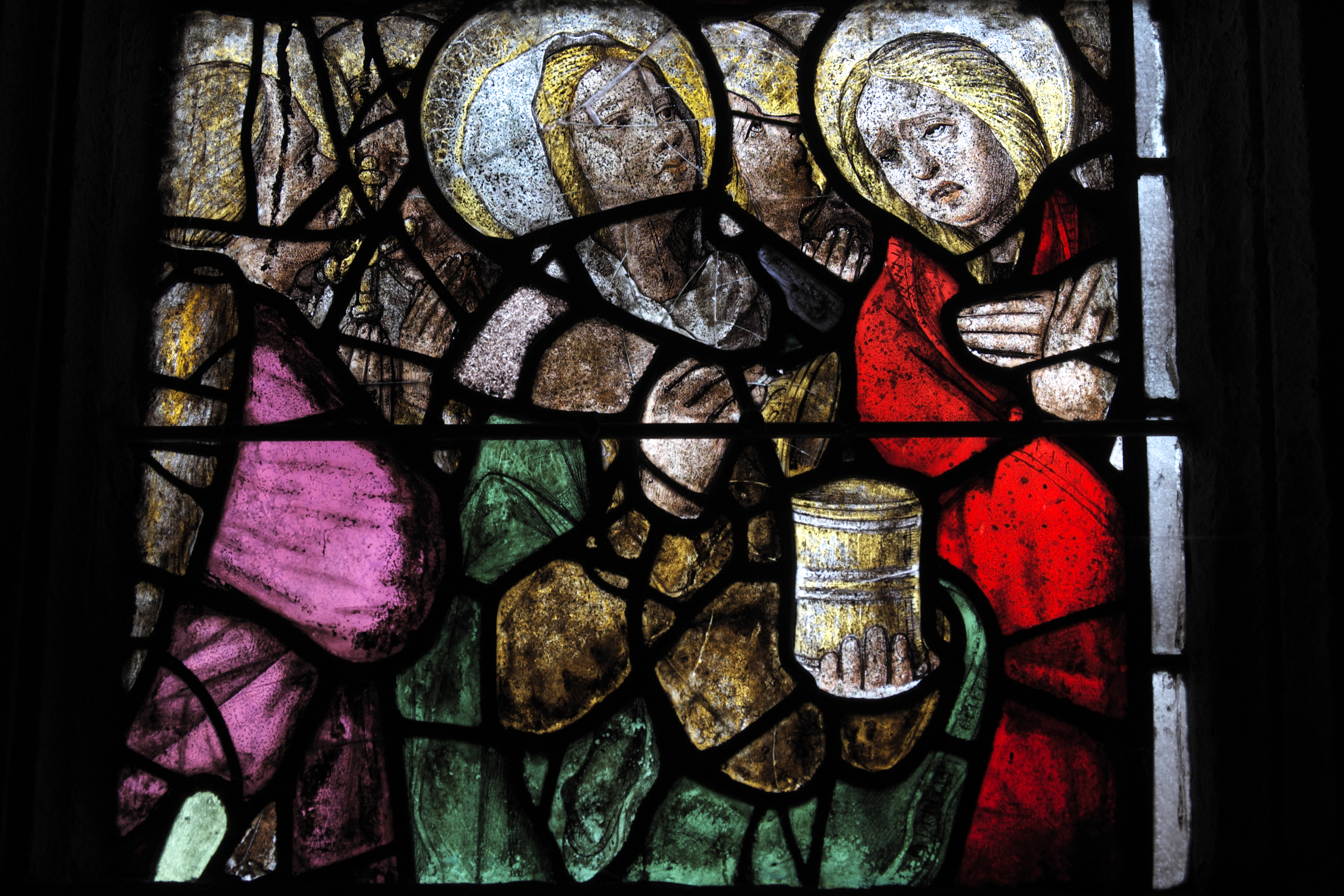
Maria Magdalena

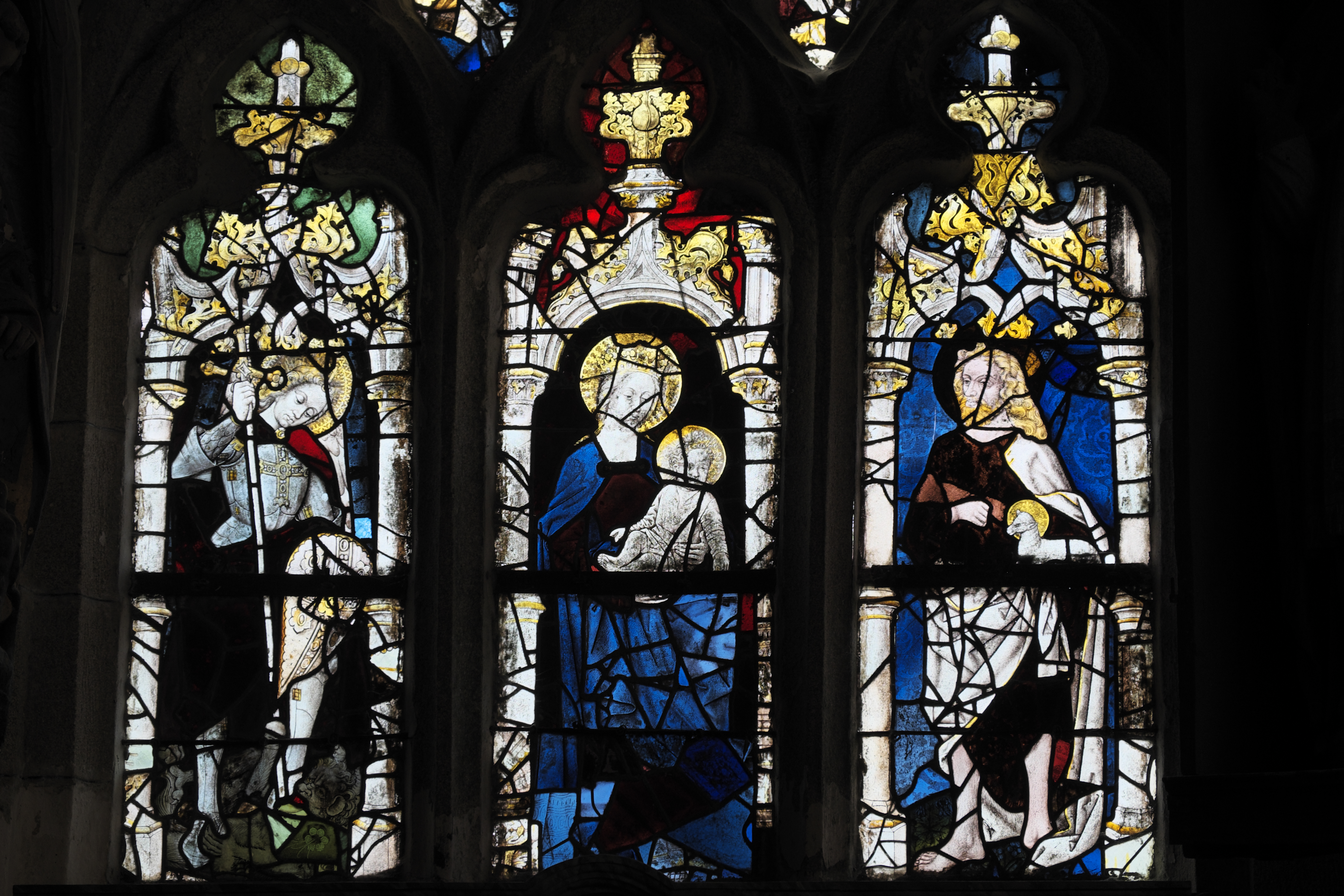
Erzengel Michael, Madonna mit Kind und Johannes der Täufer

- Fenster mit Erzengel Michael, Madonna mit Kind und Johannes dem Täufer (Fenster 2)
Das aus drei Lanzetten bestehende Fenster wurde um 1500 geschaffen. Unter Arkaden stehend sind links der Erzengel Michael mit dem besiegten Luzifer zu seinen Füßen, in der Mitte eine Madonna mit Kind und rechts Johannes der Täufer mit dem Lamm Gottes dargestellt.

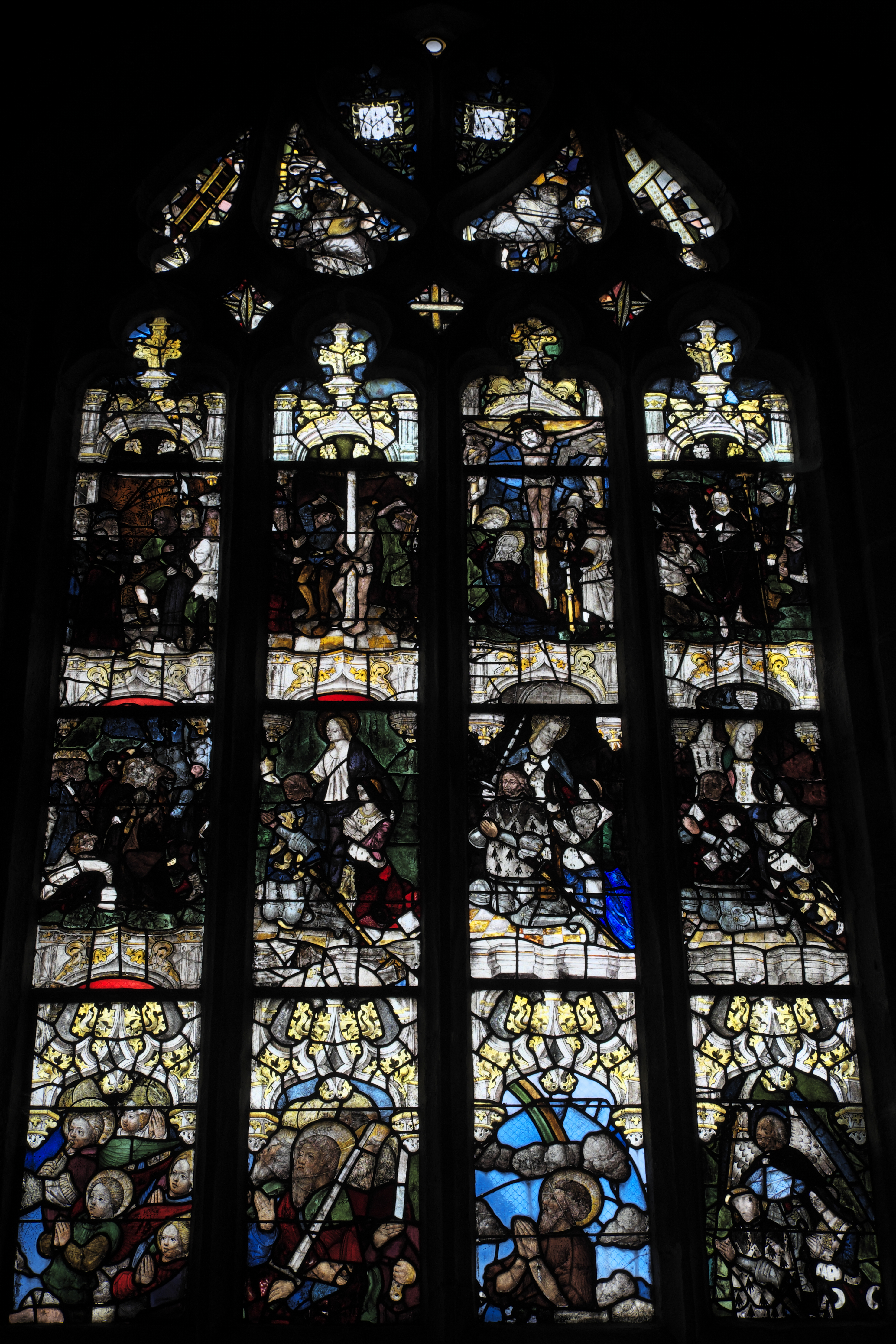
Passionsfenster mit Stiftern und Szenen des Jüngsten Gerichts

- Passionsfenster mit Stiftern und Szenen des Jüngsten Gerichts (Fenster 4)
Das Fenster wurde aus den Scheiben verschiedener Fenster mehrmals neu zusammengesetzt. Die Scheiben der oberen und mittleren Ebene mit Szenen der Passion und der Darstellung der Stifter entstanden um 1500. Auf der linken Scheibe der mittleren Ebene sieht man den Judaskuss, die drei anderen Scheiben stellen Stifter mit ihren Schutzpatronen dar. Auf der oberen Ebene folgen weitere Passionsszenen, die Verurteilung Jesu, die Geißelung, die Kreuzigung Christi zwischen den beiden Schächern und die Auferstehung. Die unteren Scheiben stammen aus einem 1525 geschaffenen Fenster mit der Darstellung des Jüngsten Gerichts. Scheiben dieses Fensters wurde auch in das Fenster 1 eingesetzt. Auf den Scheiben sind Engel, die Apostel Paulus und Bartholomäus und Johannes der Täufer dargestellt. Auf der äußeren linken Scheibe sieht man ein Stifterpaar unter dem Schutz des Erzengels Michael.

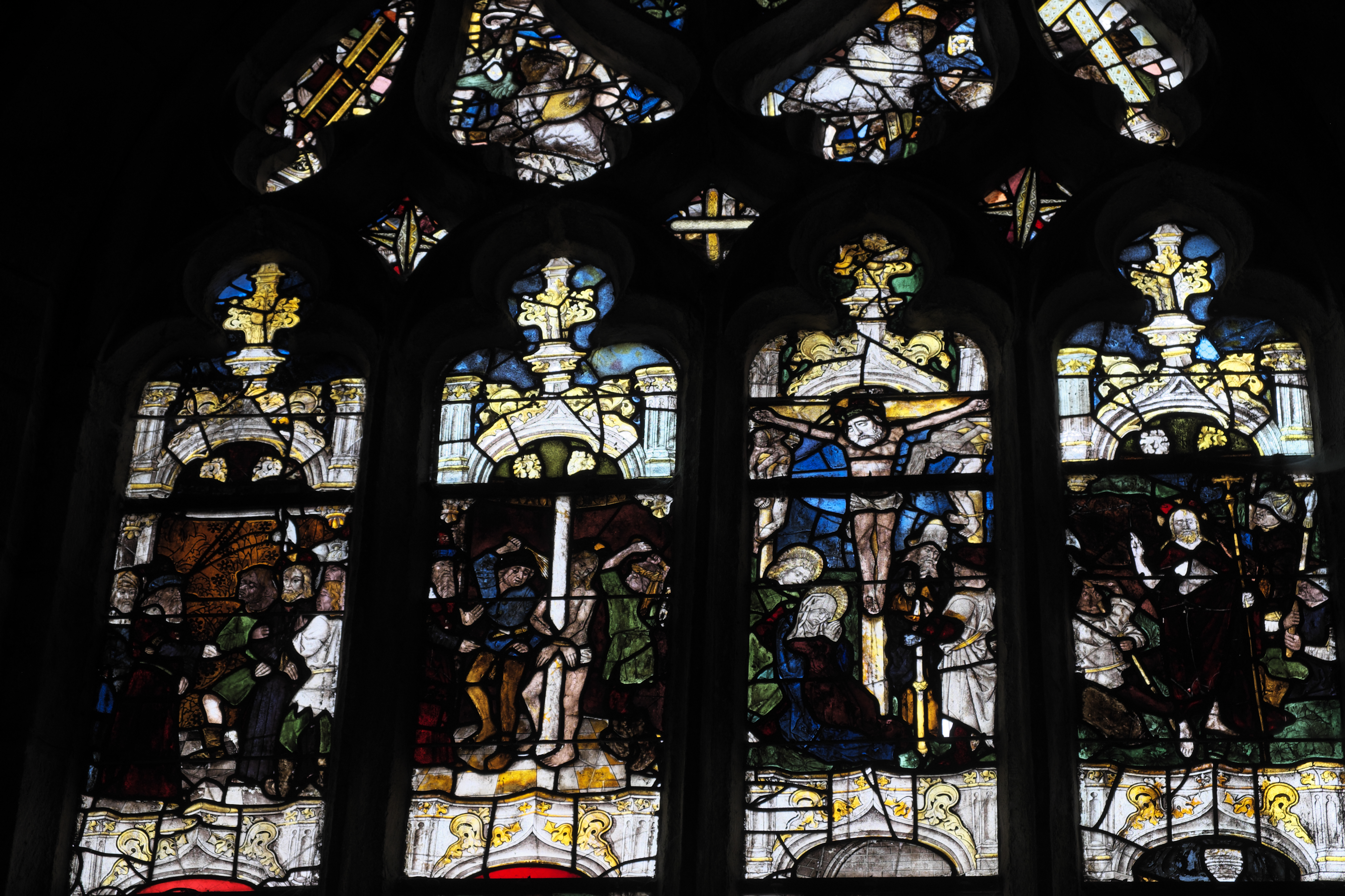
Passionsszenen
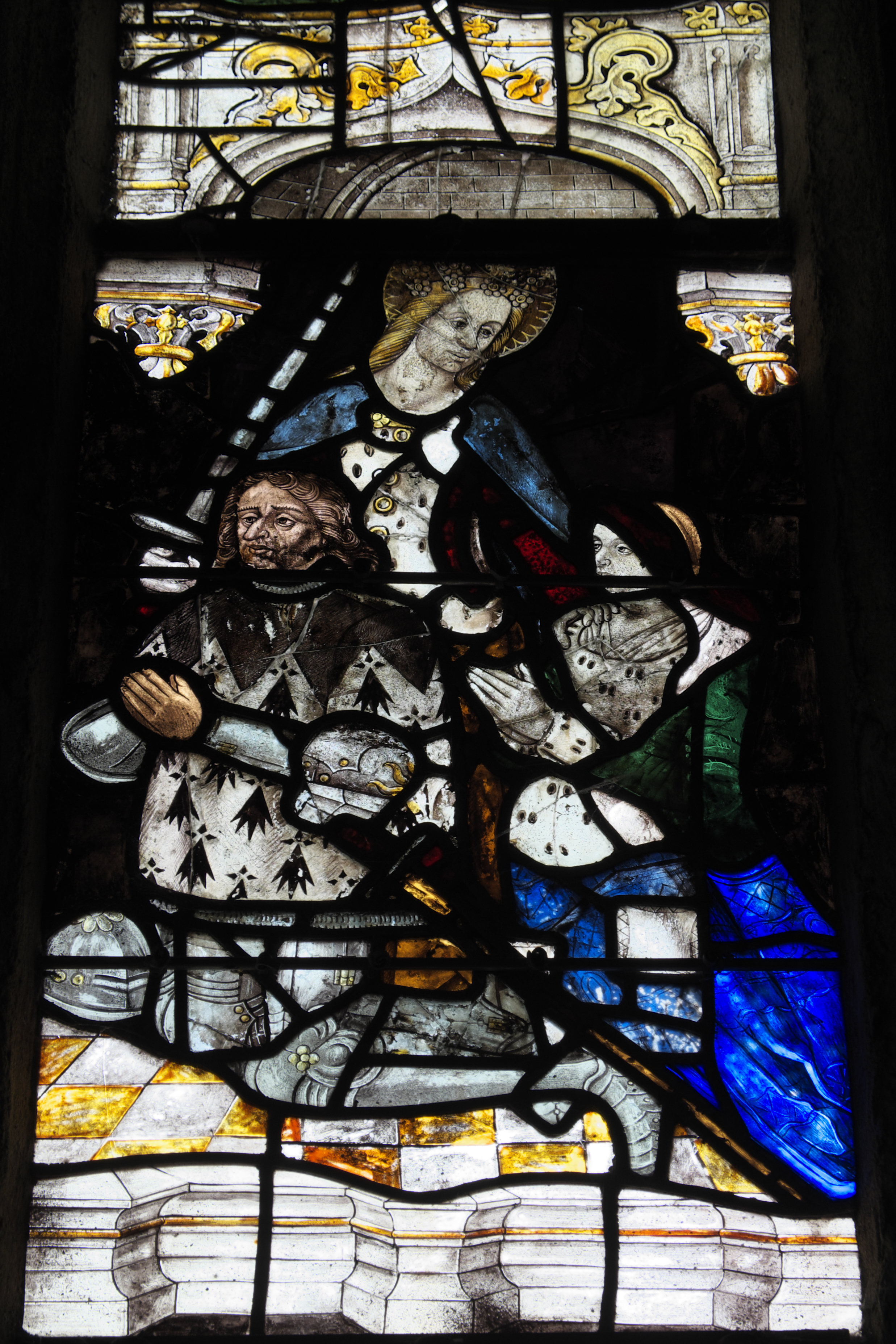
Stifterpaar mit heiliger Katharina
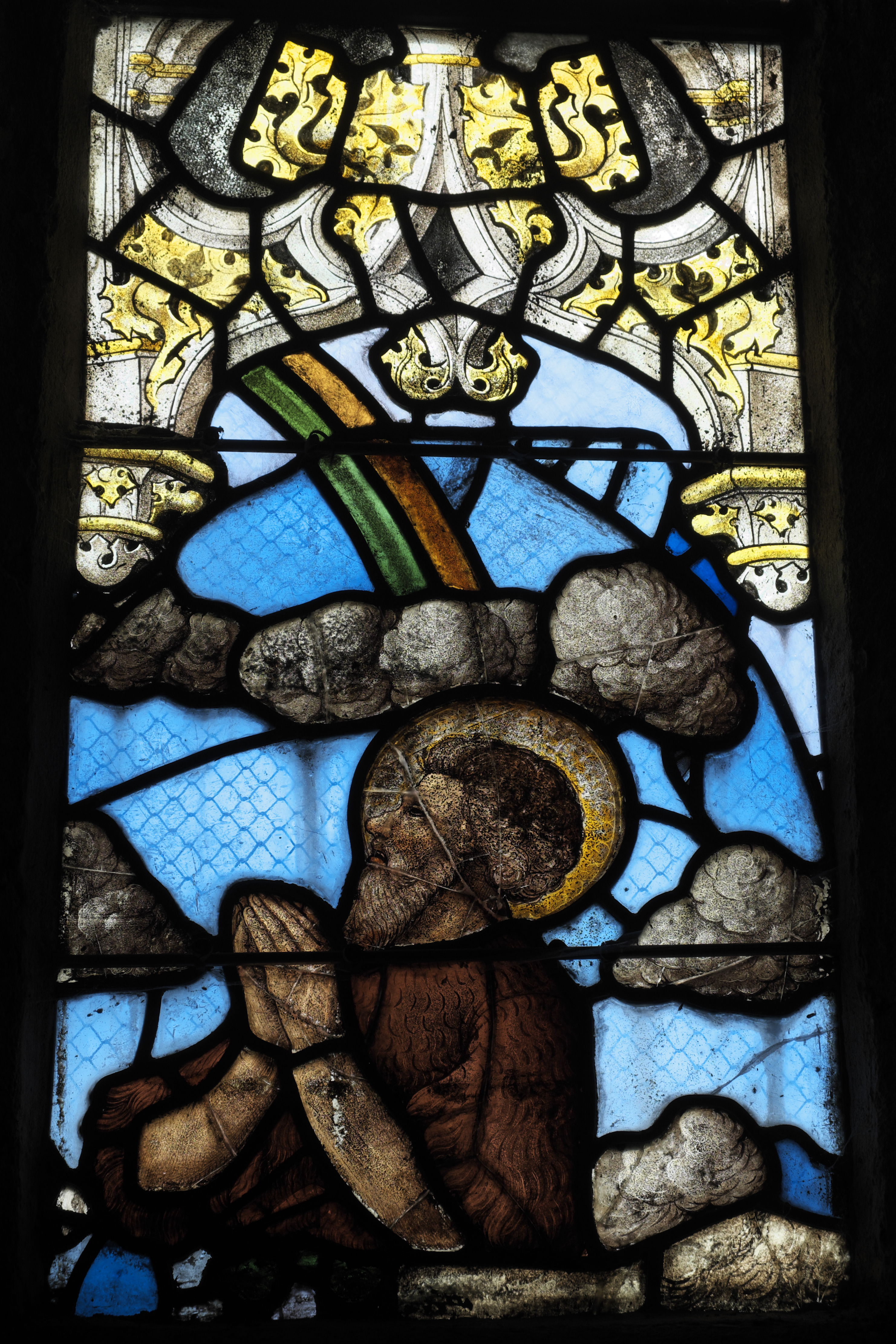
Johannes der Täufer

- In weiteren Fenstern sind Fragmente aus dem 15. und 16. Jahrhundert enthalten. Auf den Scheiben sind der heilige Fiacrius und das Schweißtuch der Veronika zu erkennen.

## Ausstattung
- Die Kirche besitzt zahlreiche Schnitzfiguren aus dem 16. Jahrhundert wie eine Madonna mit Kind[4], eine Pietà[5], eine heilige Katharina[6] und einen heiligen Fiacrius[7].
- In den beiden Nischen seitlich des Hauptaltars stehen links eine weitere Figur des heiligen Fiacrius[8] aus dem 17. Jahrhundert und rechts Johannes der Täufer[9].

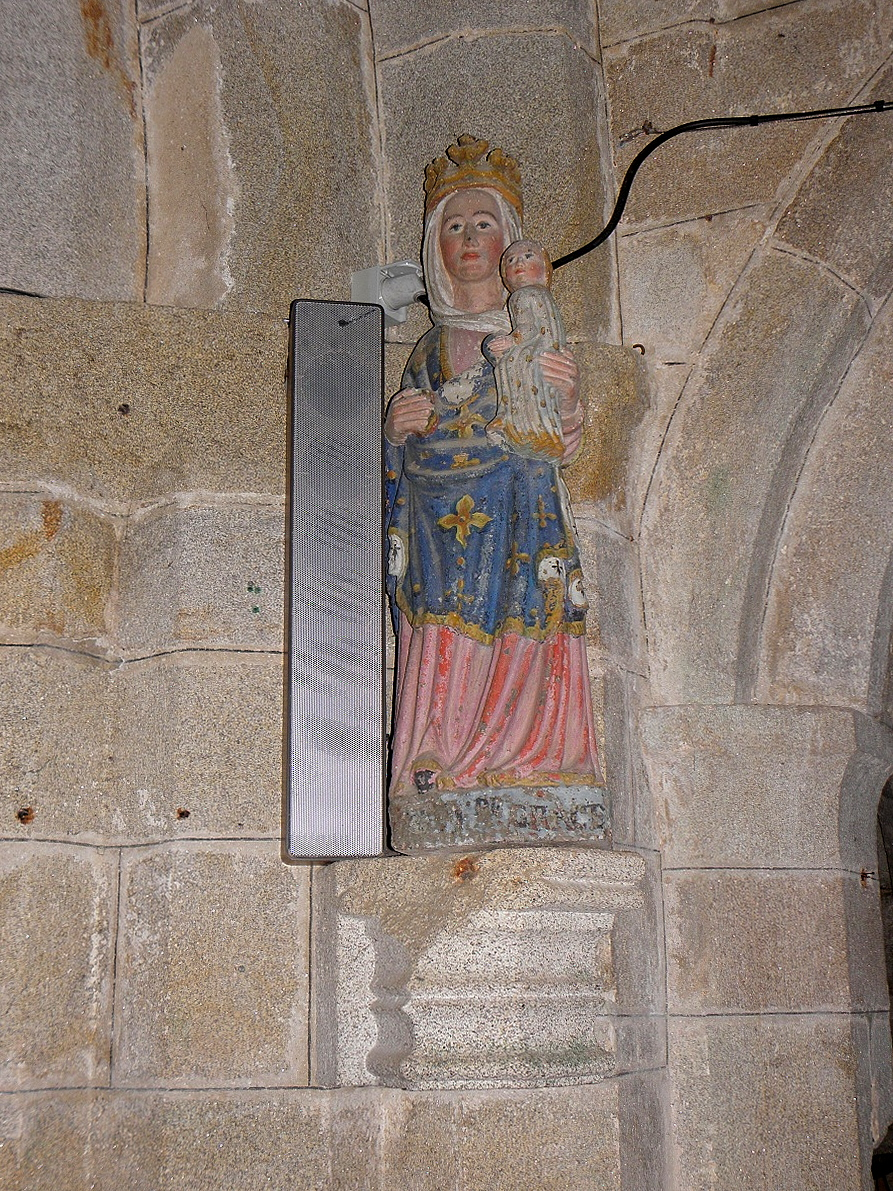
Madonna mit Kind, 16. Jahrhundert
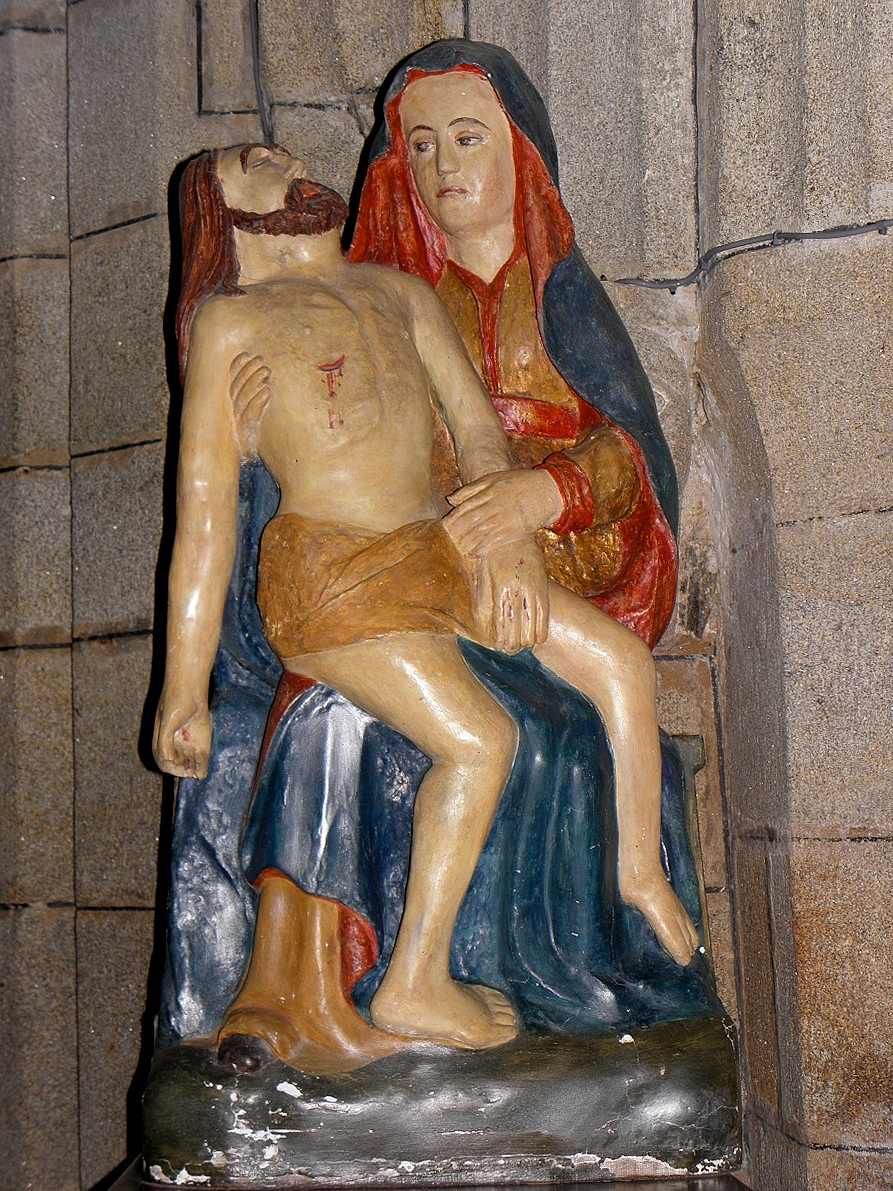
Pietà, 16. Jahrhundert
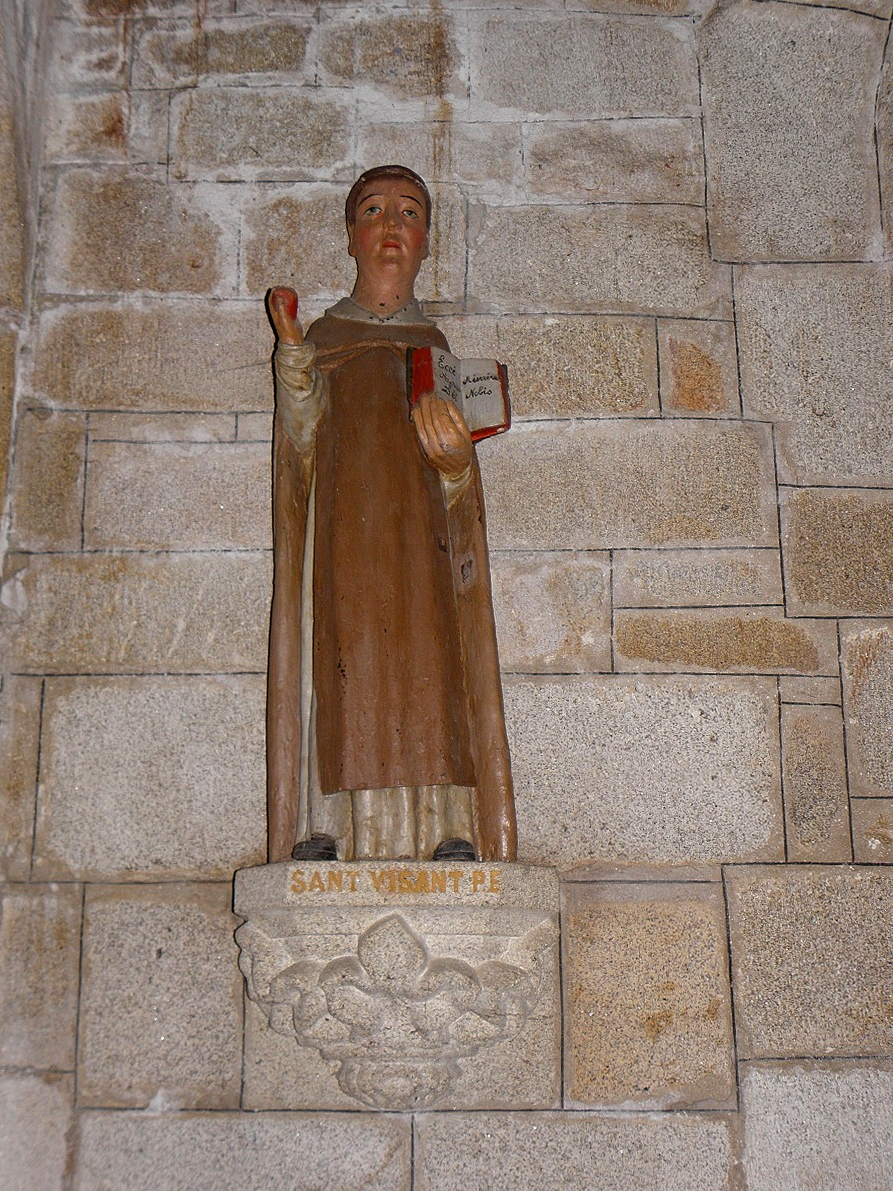
Heiliger Fiacrius, 16. Jahrhundert
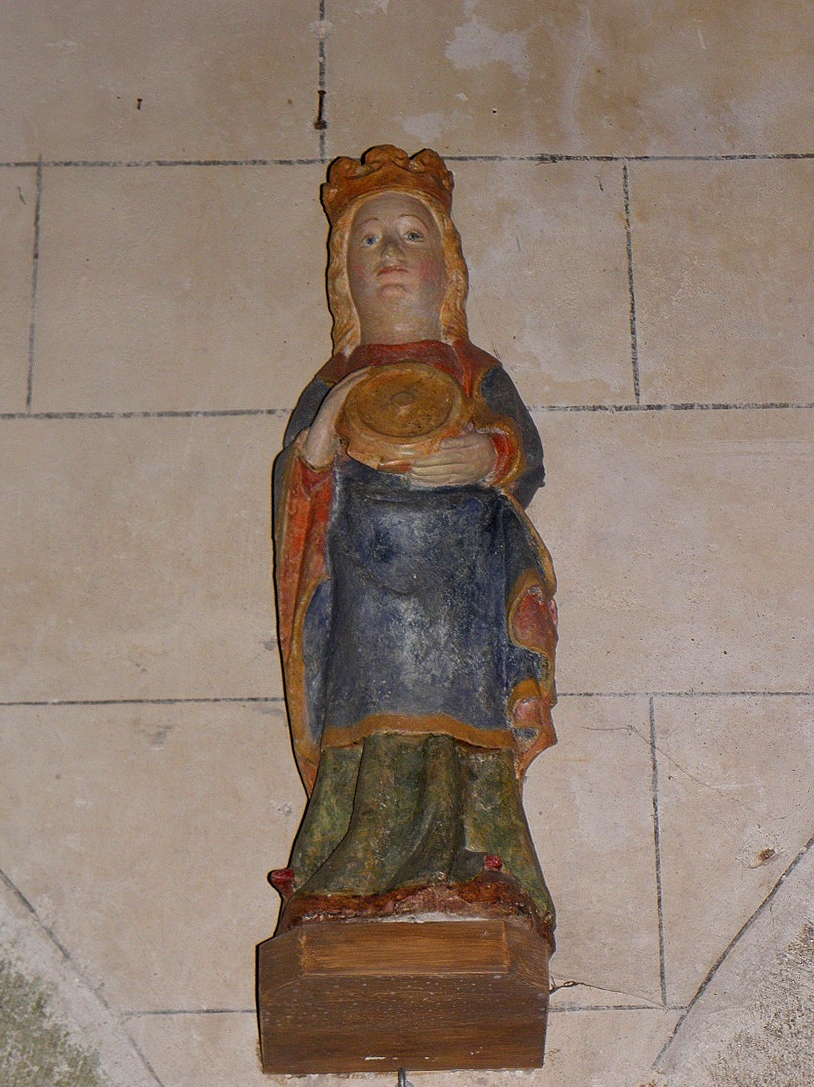
Katharina von Alexandrien, 16. Jahrhundert

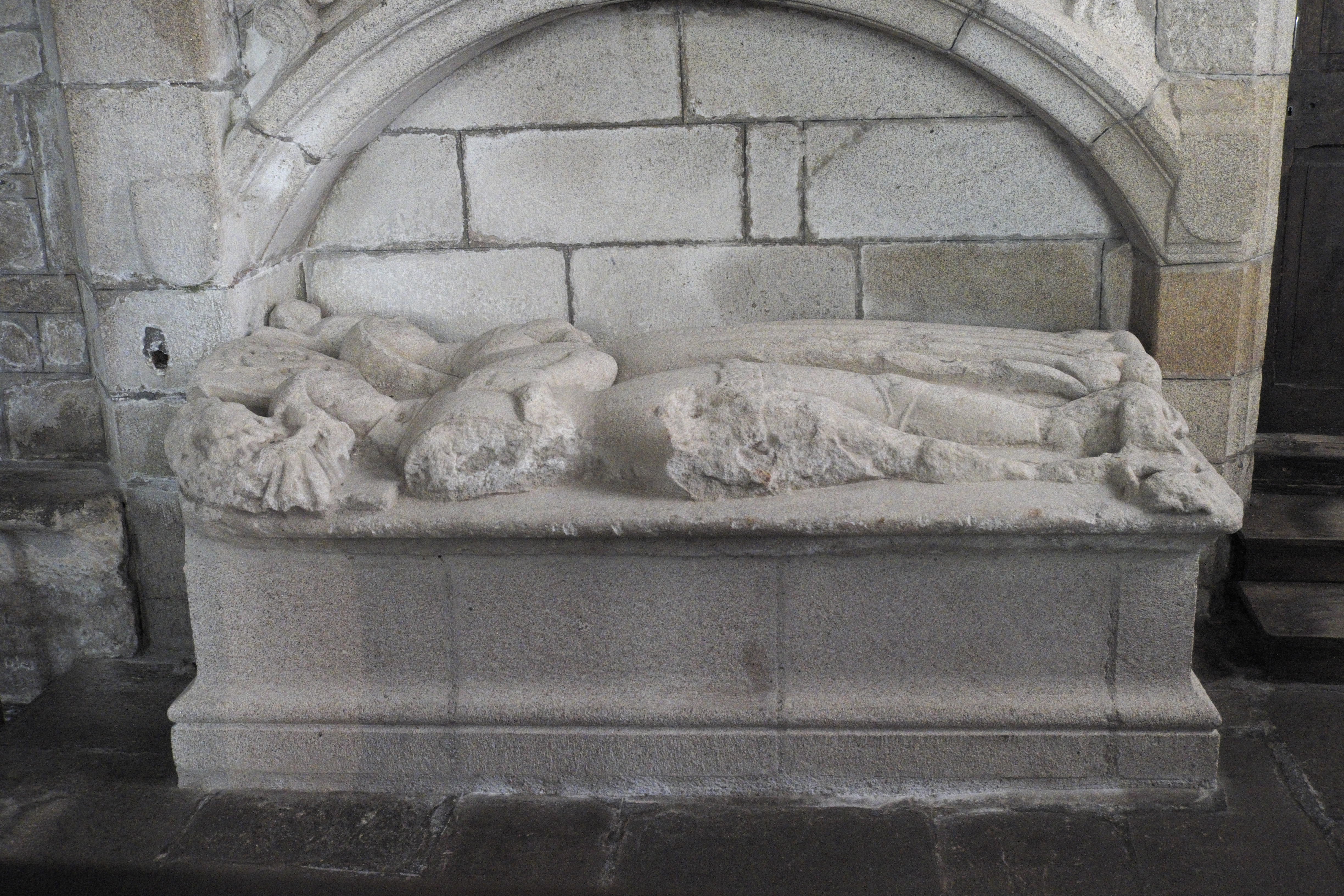
Grabmal von Jean de Saint-Alouarn und Marie de Tregain

## Grabmal von Jean de Saint-Alouarn und Marie de Tregain
In der Kirche befindet sich das Grabmal von Jean de Saint-Alouarn und seiner Gemahlin Marie de Tregain aus dem 16. Jahrhundert. Es besteht aus einer Granitplatte, in die die Liegefiguren der Verstorbenen gemeißelt sind.